# Benjamin "Pap" Singleton
Pour les articles homonymes, voir Singleton.
 (juin 2016).
Benjamin Pap Singleton (1809-1900) est un militant et homme d'affaires américain, connu notamment pour son implication dans l'implantation d'anciens esclaves (afro-américains) au Kansas. Lui-même ancien esclave dans le Tennessee, s'évade en 1846, et devint abolitionniste reconnu, ainsi que leader et porte-parole du mouvement des droits civiques américains. 

## Biographie
Il retourne dans le Tennessee lors de l'occupation par l'Union en 1862, mais il arrive à la conclusion que les Noirs n'atteindraient jamais l'égalité économique dans le Sud dominé par les Blancs. Aussi, à la fin de la période dite de la Reconstruction, il organise le déplacement de milliers de colons noirs, dénommés les Exodusters, qui s'installèrent au Kansas. 
Comptant parmi les voix les plus importantes du nationalisme noir naissant, il s'implique également en appuyant et coordonnant les entreprises gérées par des Noirs au Kansas, et s'intéresse au mouvement de Retour en Afrique (Back to Africa).